# Хань Мэй
Хань Мэй (кит. упр. 韩梅, пиньинь Hán Méi, род. 27 января 1998 года) — китайская конькобежка. Участница зимних Олимпийских игр 2018 и 2022 года. 2-кратная призёр зимних Азиатских игр, 3-кратная чемпионка Китая в многоборье.

## Биография
Хань Мэй начала кататься на роликовых коньках в возрасте 7 лет. Когда она играла со своим отцом на площади Синьхуа в Хух-Хото, она часто видела, как много детей того же возраста катаются на роликовых коньках, поэтому она последовала за детьми, чтобы учиться вместе. В возрасте 11 лет начала заниматься конькобежным спортом. Её первый тренер Ван Юпэнь порекомендовал её в команду по конькобежному спорту Шэньянского института физкультуры. В 13 лет она смогла победить на дистанциях 1000 и 1500 м на молодёжных провинциальных соревнованиях, а в 2012 году в неполные 14 лет участвовала в Национальном юношеском соревновании по конькобежному спорту. 
Дебютировала на международной арене в 2013 году на юниорском чемпионате мира, где заняла лучшее 6-е место командной гонке преследования и 10-е место в многоборье. В октябре 2013 не смогла квалифицироваться на олимпиаду в Сочи, заняв лучшее 6-е место в забеге на 5000 м. На чемпионате Китая 2014 и 2015 годов по многоборью среди юниоров  становилась 2-й. В том же году впервые заняла 2-е места на дистанциях 1500 и 5000 м на чемпионате Китая во взрослой категории.
В 2016 году на 13-х зимних Национальных играх выиграла на дистанции 1500 м с юниорским рекордом 1:59,04 сек, а также была первой на 3000 м. Следом участвовала на 2-х зимних юношеских Олимпийских играх, где завоевала три серебряные медали на дистанциях 500 м, 1500 м и в масс-старте. На чемпионате мира среди юниоров в Чанчуне заняла 3-е место в забеге на 1000 м и 2-е место в многоборье.
Сезон 2016/17 Хань начала с победы на Национальном чемпионате на дистанциях 1500 и 3000 м, в феврале 2017 года участвовала на зимних Азиатских играх в Саппоро и смогла занять 2-е место на дистанции 5000 м и 3-е в командной гонке. В 2018 году дебютировала на зимних Олимпийских играх в Пхёнчхане и участвовала только в командной гонке, где с партнёршами заняла 5-е место. В марте стала чемпионкой Китая в многоборье.
В 2019 году после 2-й победы на чемпионате Китая в многоборье выступила на чемпионате мира на отдельных дистанциях в Инцелле, где заняла лучшее 5-е место в командной гонке и на чемпионате мира в классическом многоборье в Калгари осталась на 18-м месте, а в марте выиграла пять медалей на чемпионате Китая на отдельных дистанциях.
В 2020 году на чемпионате мира в Хамаре поднялась на 15-е место в сумме многоборья. В 2021 году Хань одержала свою третью победу на чемпионате Китая по многоборью, а также на дистанциях 3000 и 5000 м, а в течение года прошла отбор на олимпиаду 2022 года. В сезоне 2021/22 после нескольких этапов Кубка мира она участвовала во второй раз на зимних Олимпийских играх в Пекине и заняла 5-е место в командной гонке, 11-е места в забегах на 1500 и 5000 м и 15-е место на 3000 м.

## Награды
- 2012 год - названа Элитной спортсменкой национального класса Главным управлением спорта Китая.
- 2014 год - награждена за спортивное мастерство на Национальных зимних играх 2014 года.

## Личная жизнь
Хань Мэй с 2009 года обучалась в Шэньянском институте физического воспитания.